# 阿扎诺梅拉
阿扎诺梅拉（義大利語：Azzano Mella），是意大利布雷西亚省的一个市镇。总面积10平方公里，人口2763人，人口密度276.3人/平方公里（2009年）。国家统计（ISTAT）代码为017008。